# Cânticos do Servo

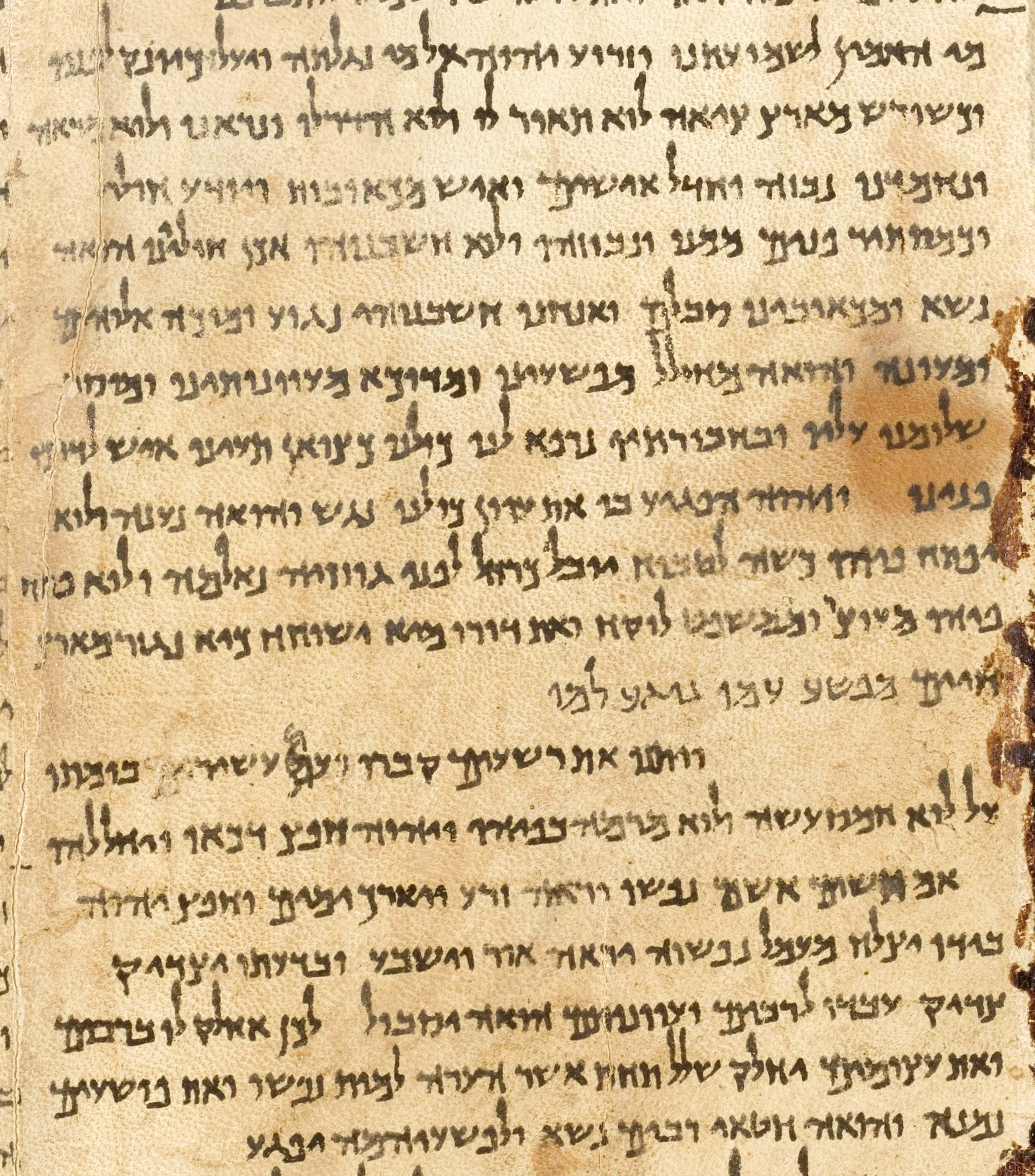
Isaías 53 dos manuscritos do Mar Morto

Os cânticos do servo (também chamados de poemas do servo ou cânticos do servo sofredor) são cânticos encontrados no Livro de Isaías no Antigo Testamento. Eles foram identificados pela primeira vez por Bernhard Duhm em seu comentário sobre Isaías em 1892. Os cânticos consistem de quatro poemas escritos sobre um "servo de YHWH". Deus comanda o servo que lidere as nações, mas ele é terrivelmente abusado. O servo então se sacrifica aceitando a punição que seria de outros, mas, no final, termina recompensado.
Alguns estudiosos consideram Isaías 61:1–3 como um quinto cântico do servo, embora a palavra "servo" não seja mencionada ali.

## Os cânticos

### Primeiro cântico
O primeiro poema apresenta Deus falando sobre Sua escolha de um servo que irá trazer justiça para a terra. Nele, o servo é descrito como sendo o agente da justiça de Deus, um "rei" que traz justiça tanto em seu papel real quanto profético, mas a justiça não se estabelece por proclamação e nem pela força. Ele não anuncia alegremente a salvação no mercado como os profetas são fadados a fazer, mas, ao invés disso, age silenciosamente e confiantemente para consolidar a religião correta. O texto bíblico é:
| “ | «Eis o meu servo, a quem sustenho; o meu escolhido no qual a minha alma se agrada. Tenho posto sobre ele o meu espírito, ele fará sair juízo às nações. Não clamará, nem levantará, nem fará ouvir a sua voz na rua. Não quebrará a cana rachada, nem apagará a torcida que fumega; com verdade fará sair o juízo. Não se apagará nem será quebrado, até que estabeleça o juízo na terra; e as ilhas esperarão a sua lei.» (Isaías 42:1–4) | ” |

### Segundo cântico
O segundo poema, escrito a partir do ponto de vista do servo, é um relato de seu chamado antes do nascimento por Deus para liderar tanto Israel quanto as nações da terra. O servo agora é retratado como o profeta do Senhor chamado e equipado para restaurar as nações para Deus. Ainda assim, antecipando o quarto cântico, ele não tem sucesso. Levando-se em conta o primeiro cântico, seu sucesso não virá por meios políticos ("proclamado") ou militares ("pela força"), mas se tornando a luz dos gentios. No final, sua vitória está nas mãos de Deus. O texto é:
| “ | «Ouvi-me, ilhas; e escutai, povos de longe. Jeová chamou-me desde o ventre, desde as entranhas de minha mãe fez menção do meu nome; fez a minha boca como uma espada aguda, na sombra da sua mão me escondeu; fez-me como uma seta polida, na sua aljava me encobriu e me disse: Tu és o meu servo; és Israel, no qual hei de ser glorificado. Mas eu disse: Debalde tenho trabalhado, inútil e vãmente tenho gasto as minhas forças; contudo certamente o meu direito está com Jeová, e a minha recompensa com o meu Deus. Agora diz Jeová que me formou desde o ventre para ser o seu servo, para de novo trazer Jacó a ele, e para se reunir Israel a ele (pois sou glorificado aos olhos de Jeová, e o meu Deus se faz a minha fortaleza), sim, diz ele: Pouco é que sejas o meu servo para suscitares as tribos de Jacó e restaurares os que de Israel têm sido preservados; também te porei para a luz dos gentios, a fim de seres a minha salvação até os confins da terra.» (Isaías 49:1–6) | ” |

### Terceiro cântico
O terceiro cântico tem um tom mais sombrio, ainda que mais confiante, do que os demais. Ainda que ele nos apresente uma descrição em primeira pessoa de como o servo foi surrado e abusado, aqui ele é descrito tanto como um professor e um estudante que segue o caminho que Deus lhe colocou à frente sem se deter. Ecoando o verso "Não se apagará nem será quebrado", ele suportará o suplício com uma palavra. Sua justificação foi deixada nas mãos de Deus. O trecho é:
| “ | «O Senhor Jeová deu-me a língua dos que são instruídos para que eu saiba sustentar com palavras o que está cansado: desperta-me de manhã em manhã, desperta-me o ouvido para que eu ouça como os que são instruídos. O Senhor Jeová abriu-me o ouvido e eu não fui rebelde e nem me retirei para trás. Dei as minhas costas aos que me feriam e as minhas faces aos que me arrancavam os cabelos da barba; o meu rosto, não o escondi de opróbrios e de escarros. O Senhor Jeová, porém, me ajudará; pelo que não me sinto confundido e, por este motivo, pus o meu rosto como uma pederneira e sei que não serei envergonhado. Perto está aquele que me justifica; quem contenderá comigo? apresentemo-nos juntos: quem é o meu adversário? chegue-se para mim. Eis que o Senhor Jeová me ajudará; quem há que me condene? eis que todos eles envelhecerão como um vestido; a traça os comerá.» (Isaías 50:4–9) | ” |

### Quarto cântico
O quarto dos "cânticos do servo" começa em Isaías 52:13 e segue até 53 12:. Não há uma identificação clara do "servo" neste cântico, mas uma leitura atenta permite que se deduza que a escolha de palavras do autor parece fazer referência a um indivíduo ou um grupo. Os que argumentam que o "servo" é um indivíduo "propuseram muitos candidatos com base no passado de Israel". O cântico declara que o servo intercede por outros, suportando as punições e aflições por eles. No final, ele é recompensado com uma posição exaltada. Além disso, também pela escolha de palavras do autor ("nós", "nosso" e "eles"), é possível argumentar que o servo seria um grupo. Argumenta-se que o "servo" seria, mais especificamente, a nação de Israel, que, apesar de ter pago suas dívidas, continuaria a sofrer em nome de outros (Isaías 7:11–12). Inicialmente, a avaliação do servo por "nós" é negativa: "nós" dele não fizemos caso e nada nele era atrativo para "nós". Mas, com a morte do servo, a atitude de "nós" muda após o verso 4, onde o servo suporta nossas enfermidades e nossas dores; pelas chagas do servo, "nós" fomos curados. Postumamente, então, o servo é justificado por Deus. Por causa de suas referências aos sofrimentos do servo, muitos cristãos acreditam que este cântico seria uma das profecias messiânicas de Jesus e a "tradição judaica do servo foi por vezes identificada como uma figura messiânica do futuro.". Seguem os trechos
| “ | «Eis que o meu servo procederá com prudência, será exaltado e elevado, e mui sublime. Como muitos pasmaram à vista dele (tão desfigurado estava o seu aspecto que não era o de um homem, e a sua figura não era a dos filhos dos homens), assim borrifará muitas nações; por causa dele reis taparão a boca. Pois verão aquilo que não se lhes havia anunciado, e entenderão aquilo que não tinham ouvido.» (Isaías 52:13–15) | ” |

| “ | «Quem creu a nossa mensagem? e a quem foi revelado o braço de Jeová? Crescia diante dele, como servo, e como raiz que sai de uma terra seca. Ele não tinha beleza nem formosura; quando olhávamos para ele, não mostrava beleza, para que nele tivéssemos prazer. Era desprezado e rejeitado dos homens; um varão de dores, e que tinha experiência de enfermidades. Como um de quem os homens escondiam o rosto, era ele desprezado, e dele não fizemos caso. Verdadeiramente foi ele quem tomou sobre si as nossas enfermidades, e carregou com as nossas dores; e nós o reputávamos como aflito, ferido de Deus e oprimido. Mas ele foi ferido por causa das nossas transgressões, esmagado por causa das nossas iniquidades; o castigo que nos devia trazer a paz, caiu sobre ele, e pelas suas pisaduras fomos nós sarados. Todos nós temos andado desgarrados como ovelhas; temo-nos desviado cada um para o seu caminho; e Jeová fez cair sobre ele a iniquidade de todos nós. Ele foi oprimido, contudo humilhou-se a si mesmo, e não abriu a boca. Como o cordeiro que é levado ao matadouro, e como a ovelha que é muda diante dos que a tosquiam; assim não abriu ele a boca. Pela opressão e pelo juízo foi ele arrebatado, e quanto a sua geração, quem considerou que ele foi cortado da terra dos viventes? por causa da transgressão do meu povo foi ele ferido. Deram-lhe a sepultura com os ímpios, e com o rico esteve na sua morte; ainda que ele não tinha cometido violência, nem havia dolo na sua boca. Todavia foi do agrado de Jeová esmagá-lo; deu-lhe enfermidades. Quando a sua alma fizer uma oferta pelo pecado, ele verá a sua semente, prolongará os seus dias, e na sua mão será próspera a boa vontade de Jeová. Ele verá o fruto do trabalho de sua alma, e ficará satisfeito; pelo seu conhecimento o meu servo justo justificará a muitos, e as iniquidades deles ele as tomará sobre si. Por isso lhe darei a sua parte com os grandes, e com os fortes ele partilhará os despojos; porque derramou a sua alma até a morte, e foi contado com os transgressores. Contudo levou sobre si os pecados de muitos, e intercedeu pelos transgressores.» (Isaías 53:1–12) | ” |

## Interpretações

### Interpretações cristãs
Os cristãos tradicionalmente veem o servo como sendo Jesus Cristo. Outra interpretação cristã combina aspectos das interpretações tradicionais cristã e judaica. Este ponto de vista vê o servo como um exemplo da "personalidade corporativa", onde um indivíduo pode representar um grupo e vice-versa. Assim, neste caso, o servo correponderia a Israel e, ao mesmo tempo, corresponderia também a um indivíduo (o Messias), que representa o povo de Israel.

### Judaísmo
A interpretação judaica tradicional é de que o servo é uma metáfora para o povo judeu, uma opinião compartilhada por muitos estudiosos contemporâneos. De acordo com Duhn, o servo seria um indivíduo desconhecido e o autor dos cânticos seria seu discípulo. Duhn propôs, em seu comentário, que os cânticos foram adicionados por um poeta portador de lepra e Sigmund Mowinckel sugeriu que os cânticos se referiam ao próprio Isaías, mas posteriormente abandonou essa interpretação.